# Sonya Grassmann
Anne Marie Elisabeth Graesse ou Sonya Grassmann (Burgas, 1933 — São Paulo, 1997) é uma artista plástica e lutadora nascida na Bulgária. Atuou como artista circense, mudou-se para o Brasil e passou a criar e expor gravuras e pinturas.

## Biografia
Anne Marie Elisabeth Graesse ou Sonya Grassmann foi uma gravadora, pintora e lutadora. Nasceu em Burgas, na Bulgária, em 1933. Filha de um pintor alemão e de uma equilibrista, estudou, até os 12 anos de idade, em um convento em Viena onde adquiriu uma base cultural e artística sólida. Depois do período de estudos na capital austríaca, retorna à casa materna e se torna auxiliar das apresentações de equilibrismo da mãe.
Após a Segunda Guerra Mundial é apresentada à luta livre por intermédio do padrasto — professor e incentivador da modalidade — e passa a fazer parte do grupo de mulheres-lutadoras. Nesse momento, Anne Marie é rebatizada como Sonya Lubovska, a lutadora.
O grupo de lutadoras, itinerante, faz uma passagem pelo Brasil, em diversos estados até que se dissolve em Salvador, Bahia. Sonya fixa residência na cidade e começa a trabalhar na galeria Oxumarê, do historiador e crítico José Valadares. Nessa galeria conhece Marcelo Grassmann, artista de renome, com quem se casaria logo depois.
A artista fez exposições individuais e coletivas na Galeria Seta (1972, 1982 e 1986), Artis e mostras no Museu de Arte de São Paulo Assis Chateaubriand (MASP) e no Museu do Banco do Estado de São Paulo (BANESPA).

## Obras
Seus trabalhos remetem a períodos medievais, ainda que tenha produzido na segunda metade do século XX.

## Exposições[2]

### Individuais
- 1977 - Porto Alegre RS - Primeira individual, na Oficina de Arte
- 1982 - São Paulo SP - Individual, na Seta Galeria de Arte
- 1986 - São Paulo SP - Individual, na Seta Galeria de Arte
- 1987 - Brasília DF - Individual, na Performance Galeria de Arte

### Coletivas
- s.d. - São Paulo SP - Exposição dos Imigrantes, no Masp
- 1975 - Penápolis SP - 1.º Salão de Artes Plásticas da Noroeste, na Fundação Educacional de Penápolis. Faculdade de Filosofia, Ciências e Letras de Penápolis
- 1976 - Penápolis SP - 2.º Salão de Artes Plásticas da Noroeste, na Fundação Educacional de Penápolis. Faculdade de Filosofia, Ciências e Letras de Penápolis
- 1982 - Penápolis SP - 5.º Salão de Artes Plásticas da Noroeste, na Fundação Educacional de Penápolis. Faculdade de Filosofia, Ciências e Letras de Penápolis
- 1987 - São Paulo SP - 20.ª Exposição de Arte Contemporânea, na Chapel Art Show
- 1994 - São Paulo SP - Mostra coletiva, no Museu Banespa
- 1997 - São Paulo SP - Figuras e Bichos, no Espaço Cultural do Museu de Zoologia da Universidade de São Paulo

### Póstumas
- 2000 - São Paulo SP - Investigações. A Gravura Brasileira, no Itaú Cultural
- 2001 - Brasília DF - Investigações. A Gravura Brasileira, na Galeria Itaú Cultural
- 2001 - Penápolis SP - Investigações. A Gravura Brasileira, na Galeria Itaú Cultural
- 2001 - São Paulo SP - Figuras e Faces, na A Galeria